# Hugh Grundy
Hugh Birch Grundy (Winchester, Hampshire; 6 de marzo de 1945) es un músico británico. En una carrera de más de 50 años, Grundy saltó a la fama a mediados de la década de 1960 como batería de la banda de rock británico The Zombies. Fue incluido en el Salón de la Fama del Rock and Roll en 2019.

## Primeros años
Hugh Grundy nació en Winchester, Hampshire, hijo de Ted y Aileen Grundy. La familia se trasladó a Hatfield, Hertfordshire, donde Ted trabajó en la fábrica De Havilland como inspector de aeronaves y metalúrgico; también era violinista aficionado. Aileen era secretaria en la jefatura de policía de Welwyn Garden City. El segundo nombre de Grundy, Birch, era el apellido de soltera de su abuela paterna. Su primer tambor lo fabricó su padre en el trabajo durante sus horas libres.
Mientras estudiaba en la escuela St Albans de Hertfordshire, conoció a Paul Atkinson y Rod Argent. Argent, Atkinson y Grundy tocaron juntos por primera vez en una jam en Semana Santa de 1961 en St Albans, Hertfordshire.

## The Zombies
Rod Argent quería formar una banda y Colin Blunstone y Paul Arnold se unieron a principios de 1961, cuando los cinco miembros aún estaban en el colegio. Los padres de Grundy apoyaron su interés por la banda como pasatiempo, pero le animaron a entrar en la banca; permaneció en Barclays alrededor de un año, a medida que crecía la reputación de la banda, momento en el que sus padres reconocieron la viabilidad de una carrera en la música. Su madre ayudó a crear y dirigir el club de fans del grupo. Arnold abandonó el grupo poco después y fue sustituido por Chris White. El grupo empezó llamándose Mustangs, pero tras descubrir que otras bandas usaban el mismo nombre, lo cambiaron por Zombies. Tras ganar un concurso local, la banda grabó una maqueta como premio. La canción de Argent "She's Not There" les consiguió un contrato de grabación con Decca. Después llegaría un álbum, Begin Here (rebautizado como The Zombies cuando se publicó en Estados Unidos). Aparecerían por primera vez en la televisión estadounidense el 12 de enero de 1965, en el primer episodio de Hullabaloo.
The Zombies conseguirían otro éxito en 1964 con «Tell Her No». El grupo siguió grabando con éxito durante toda la década de 1960, pero se disolvió en diciembre de 1967, al parecer por desacuerdos con la dirección. En 1968 publicaron un segundo álbum titulado Odessey and Oracle, que incluía la canción Time of the Season. Time of the Season es uno de los sencillos más exitosos de The Zombies, junto con She's Not There.
The Zombies tuvieron varios éxitos y siguieron grabando, pero se separaron en diciembre de 1967, al parecer por desacuerdos de gestión.
En 1990, Blunstone, Grundy y White se reunieron brevemente como The Zombies con el teclista y guitarrista Sebastian Santa Maria para grabar el álbum de estudio New World (1991). Con motivo del 40 aniversario del álbum Odessey and Oracle, los cuatro miembros originales supervivientes de The Zombies participaron en una serie de conciertos de tres noches en el Shepherd's Bush Empire Theatre de Londres entre el 7 y el 9 de marzo de 2008.
Junto con los otros tres Zombies, Grundy interpretó algunas canciones cuando la banda fue incluida en el Salón de la Fama del Rock and Roll el 29 de marzo de 2019.
Aunque Grundy no es miembro de la formación actual de The Zombies, se ha vuelto a unir al grupo en varias giras con la formación original superviviente entre 2008 y 2019 para tocar Odessey and Oracle en su totalidad.

## Vida posterior
Tras la disolución del grupo, Grundy empezó a trabajar como A&R para Columbia Records. En la década de 1980, Grundy también dirigió un negocio de transporte de caballos en Reino Unido y trabajó como conductor profesional.